# SR Ferien Open Air
Das SR Ferien Open Air ist ein kostenloses Open-Air-Festival, das seit 2018 im Saarland stattfindet. Von 2018 bis 2023 war es in St. Wendel ansässig, 2024 zog es nach Dillingen/Saar um. Es ist der Nachfolger des Saarbrücker Halberg Open Airs und an Jugendliche gerichtet.

## Geschichte
Da der Saarländische Rundfunk Sparmaßnahmen auszuführen hatte, sagte er 2017 die Weiterführung des Halberg Open Airs ab, welches jährlich Kosten von 350.000 Euro verursachte. Die Stadt St. Wendel, welche mit dem alten Bosenbachstadion über ein bereits erprobtes Open-Air-Areal verfügt, erhielt den Zuschlag zur Weiterführung des Konzepts. Beibehalten wurden der freie Eintritt und das Alkoholverbot, der SR bleibt als künstlerischer Leiter erhalten. Nach einem ersten Event am 22. Juni 2018 mit 10.000 Besuchern wurde eine Fortführung beschlossen. Bei der zweiten Ausgabe am 28. Juni 2019 kamen laut den Veranstaltern rund 12.500 Besucher. Von 2020 bis 2022 fiel das Festival wegen der COVID-19-Pandemie aus.
2023 kehrte es zurück ins Bosenbachstadion und hatte eine Rekordbeteiligung von 15.500 Besuchern.
2024 wurde mit dem Parkstadion in Dillingen/Saar ein neuer Veranstaltungsort gefunden. Das Open Air war ein Teil der Jubiläumsveranstaltung „75 Jahre Verleihung der Stadtrechte Dillingen“. Etwa 14.500 Besucher nahmen an der vierten Ausgabe teil. 2025 fand das Festival erneut im Dillinger Parkstadion statt. Den Opener durfte Junior High, der Gewinner des Bandwettberbs Rock On der Landesakademie für musisch-kulturelle Bildung und des Ministeriums für Bildung und Kultur, übernehmen. Insgesamt nahmen 12.500 Besucher an dem Event teil.

## Line-Ups
- 2018: Genetikk, Joris, Nimo, Lukas Rieger, Nico Santos, Tiavo, Kayef, Caro B
- 2019: Max Giesinger, Bosse, Summer Cem, EstA, Moritz Garth, Bars & Melody, Lena & Kathrin Sicks, Pure Zillion
- 2023: Wincent Weiss, Leony, Ray Dalton, Loi, Twocolors, Kamrad, Manu Meta, MusiKings’n’Queens
- 2024: Alle Farben, Joris, Levent Geiger, MilleniumKid, Damona, Zimmer90, Iggi Kelly, Good Looking Wilson
- 2025: Zoe Wees, Glockenbach, Tom Twers, Paul Wetz, Bac, Luana, Aaron, Marc Atlas, Junior High (Gewinner des Bandwettbewerbs Rock On)